# Asphondylia borrichiae
Asphondylia borrichiae är en tvåvingeart som beskrevs av Rossi och Strong 1990. Asphondylia borrichiae ingår i släktet Asphondylia och familjen gallmyggor. Inga underarter finns listade i Catalogue of Life.